# Sphodromantis
Sphodromantis är ett släkte av bönsyrsor. Sphodromantis ingår i familjen Mantidae.

## Bildgalleri

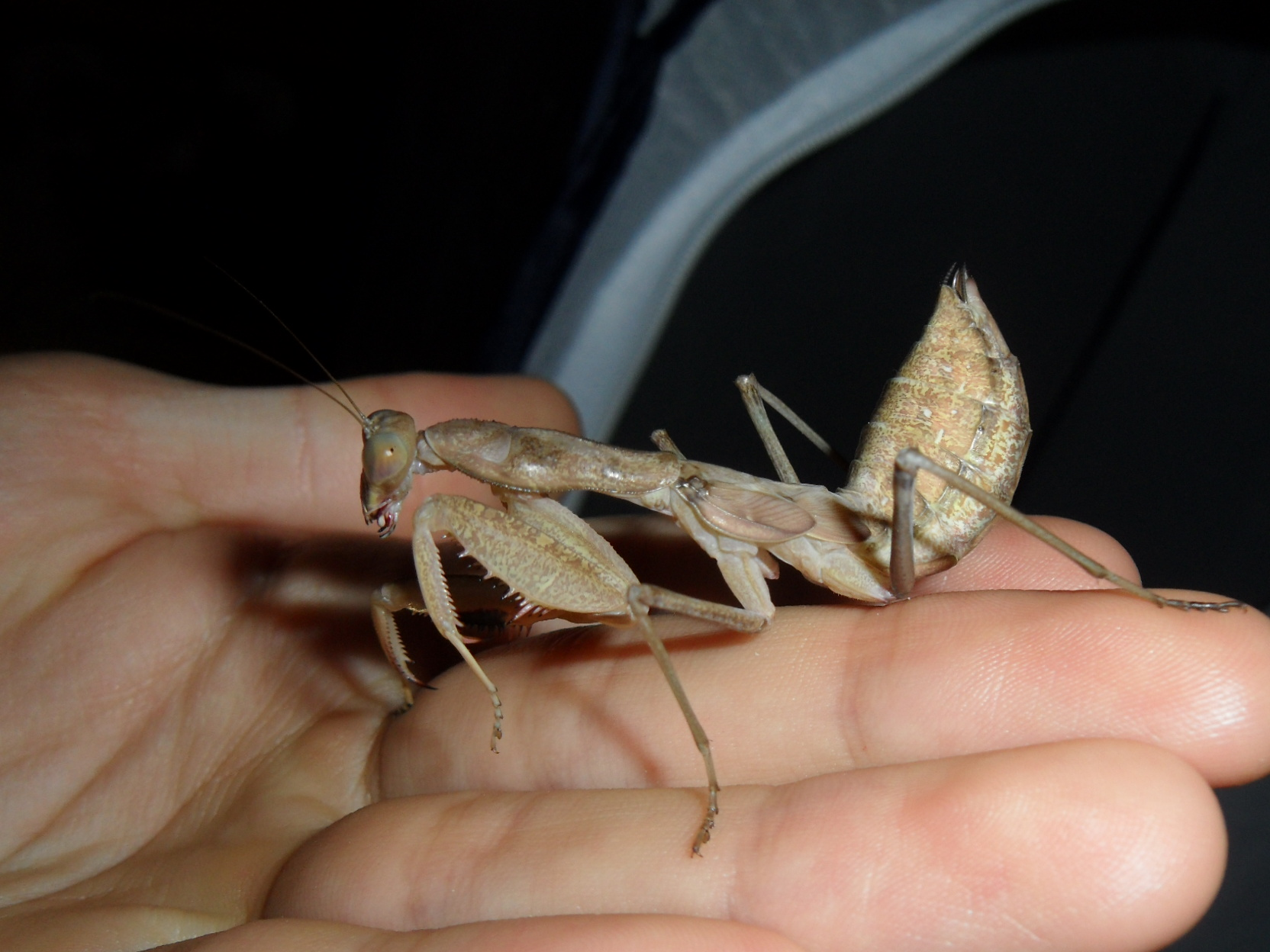

## Dottertaxa tillSphodromantis, i alfabetisk ordning[1]
- Sphodromantis abessinica
- Sphodromantis aethiopica
- Sphodromantis annobonensis
- Sphodromantis aurea
- Sphodromantis baccettii
- Sphodromantis balachowskyi
- Sphodromantis biocellata
- Sphodromantis centralis
- Sphodromantis citernii
- Sphodromantis congica
- Sphodromantis conspicua
- Sphodromantis elegans
- Sphodromantis elongata
- Sphodromantis fenestrata
- Sphodromantis gastrica
- Sphodromantis gestri
- Sphodromantis giubana
- Sphodromantis gracilicollis
- Sphodromantis gracilis
- Sphodromantis hyalina
- Sphodromantis kersteni
- Sphodromantis lagrecai
- Sphodromantis lineola
- Sphodromantis obscura
- Sphodromantis pachinota
- Sphodromantis pardii
- Sphodromantis pavonina
- Sphodromantis pupillata
- Sphodromantis quinquecallosa
- Sphodromantis royi
- Sphodromantis rubrostigma
- Sphodromantis rudolfae
- Sphodromantis splendida
- Sphodromantis tenuidentata
- Sphodromantis transcaucasica
- Sphodromantis viridis